# Augerella orientalis
Augerella orientalis là một loài tò vò trong họ Ichneumonidae.